# Tarsotropidus speciosus
Tarsotropidus speciosus là một loài bọ cánh cứng trong họ Cerambycidae.